# Inês Murta
Inês Gaspar Murta (* 31. Mai 1997 in Faro) ist eine portugiesische Tennisspielerin und die ältere Schwester von André Gaspar Murta, der ebenfalls professioneller Tennisspieler ist.

## Karriere
Murta spielt hauptsächlich auf der ITF Women’s World Tennis Tour, wo sie ein Turnier im Einzel und 17 im Doppel gewann.
Seit 2014 spielt Murta für die portugiesische Fed-Cup-Mannschaft; ihre Bilanz weist bei insgesamt 10 Nominierungen zwei Siege und neun Niederlagen aus.

## Turniersiege

### Einzel
| Nr. | Datum              | Turnier       | Kategorie   | Belag     | Finalgegnerin      | Ergebnis       |
| --- | ------------------ | ------------- | ----------- | --------- | ------------------ | -------------- |
| 1.  | 18. September 2016 | Ponta Delgada | ITF $10.000 | Hartplatz | Maria João Koehler | 6:4, 3:6, 7:67 |

### Doppel
| Nr. | Datum              | Turnier          | Kategorie   | Belag     | Partnerin              | Finalgegnerinnen                        | Ergebnis           |
| --- | ------------------ | ---------------- | ----------- | --------- | ---------------------- | --------------------------------------- | ------------------ |
| 1.  | 8. November 2014   | Casablanca       | ITF $10.000 | Sand      | Olga Parres Azcoitia   | Martina Caciotti Silvia Njirić          | 6:3, 6:4           |
| 2.  | 4. April 2015      | Port El-Kantaoui | ITF $10.000 | Hartplatz | Melanie Stokke         | Mihaela Buzărnescu Alena Kyrpot         | 6:1, 7:5           |
| 3.  | 2. Juli 2016       | Amarante         | ITF $10.000 | Hartplatz | Tereza Mihalíková      | Jessica Crivelletto Despina Papamichail | 7:65, 6:3          |
| 4.  | 10. September 2016 | Ponta Delgada    | ITF $10.000 | Hartplatz | Ioana Loredana Roșca   | Katharina Hering Andrea Ka              | 2:6, 6:4, [11:9]   |
| 5.  | 10. Dezember 2016  | Kairo            | ITF $10.000 | Sand      | Lee Pei-chi            | Lisa-Marie Mätschke Kerstin Peckl       | 6:1, 6:0           |
| 6.  | 8. Juli 2017       | Amarante         | ITF $15.000 | Hartplatz | Alba Carrillo Marín    | Maria Masini Olga Parres Azcoitia       | 7:65, 3:6, [13:11] |
| 7.  | 7. Oktober 2017    | Lissabon         | ITF $15.000 | Hartplatz | Alba Carrillo Marín    | Karolína Beránková Adrienn Nagy         | 4:6, 6:1, [10:4]   |
| 8.  | 25. November 2017  | Hammamet         | ITF $15.000 | Sand      | Jelena Simić           | Julija Kulikowa Denise-Antonela Stoica  | 7:5, 5:7, [10:7]   |
| 9.  | 23. Juni 2018      | Amarante         | ITF $15.000 | Hartplatz | Alba Carrillo Marín    | Karola Patricia Bejenaru Daniella Silva | 6:4, 6:2           |
| 10. | 15. September 2018 | Montemor-o-Novo  | ITF $15.000 | Hartplatz | Nina Stadler           | Francisca Jorge Lúcia Quitério          | 6:1, 6:0           |
| 11. | 6. November 2021   | Castellón        | ITF W15     | Sand      | Sapfo Sakellaridi      | Alba Carrillo Marín Emily Seibold       | 6:4, 6:4           |
| 12. | 19. März 2022      | Marrakesch       | ITF W15     | Sand      | Naïma Karamoko         | Lucija Ćirić Bagarić Clervie Ngounoue   | 6:2, 6:72, [10:5]  |
| 13. | 26. März 2022      | Marrakesch       | ITF W15     | Sand      | Naïma Karamoko         | Melania Delai Pia Lovrič                | 6:2, 6:4           |
| 14. | 7. Mai 2022        | Antalya          | ITF W15     | Sand      | Dia Ewtimowa           | Rina Saigō Yukina Saigō                 | 6:0, 6:2           |
| 15. | 18. Februar 2023   | Manacor          | ITF W15     | Hartplatz | Rebecca Munk Mortensen | Mika Dagan Fruchtman Shavit Kimchi      | 6:0, 6:3           |
| 16. | 9. Dezember 2023   | Valencia         | ITF W15     | Sand      | Oana Georgeta Simion   | Laura Böhner Ani Wangelowa              | 7:60, 6:2          |
| 17. | 3. Mai 2025        | Monastir         | ITF W15     | Hartplatz | Rebecca Munk Mortensen | Daria Gorska Milana Schabrailowa        | 6:3, 6:1           |